# Siegfried Fehmer
Siegfried Wolfgang Fehmer (* 10. Januar 1911 in München; † 16. März 1948 in Oslo) war ein deutscher Jurist und Gestapobeamter während der Zeit der deutschen Besetzung Norwegens zwischen 1940 und 1945.

## Biografie
Fehmers Eltern wurden im Baltikum geboren, dadurch hatte die Familie die russische Staatsangehörigkeit. Er wurde während eines Studienaufenthaltes seines Vaters in München geboren, nach Abschluss übersiedelte die Familie nach Moskau. Im Oktober 1918 übersiedelte die Familie nach Berlin und nahm die Deutsche Staatsangehörigkeit an.
Fehmer trat zum 1. Januar 1930 der NSDAP bei (Mitgliedsnummer 181.345), er studierte nach dem Abitur an der TU Berlin Jura, das Studium beendete er 1933 als Jurist, er legte die Referendarprüfung am 18. Dezember 1933 ab. Am 18. April 1934 heiratete er Anni Wille und begann im Herbst, für das Polizeipräsidium Berlin als Aushilfe zu arbeiten, in dieser Zeit arbeitet er auch für Kurt Daluege. Am 1. Oktober 1934 begann er seine Tätigkeit bei der Geheimen Staatspolizei, in der Abteilung für Bearbeitung kommunistischer Tätigkeit.
Am 29. April 1940 flog er mit weiteren Mitgliedern des RSHA nach Oslo. Er hatte mittlerweile den Rang eines SS-Obersturmführers und Kriminalkommissars inne (SS-Nummer 290.166). 1943 wurde er zum Kriminalrat und SS-Hauptsturmführer befördert. Im Juli 1944 wurde er während eines Einsatzes verwundet und war im Lazerett Sinsen. Mit der Reorganisation der Sicherheitspolizei 1945 in Norwegen wurde Fehmer Leiter der Abteilung IV der Gestapo in Oslo. Während seiner Zeit in Norwegen lernte er, fließend norwegisch zu sprechen. Er war als Kriminalrat für mehrere Folterungen bei Verhören und die Verfassung der entsprechenden Richtlinien verantwortlich.
Fehmer versuchte nach der Kapitulation nach Schweden zu fliehen, wurde aber durch den britischen Geheimdienstmitarbeiter John Maclean gefasst. Die Offiziere der Vernehmung nannten ihn „sehr intelligent und gebildet“. Am 27. Juni 1947 verurteilte ihn das Berufungsgericht zum Tode, der Oberste Gerichtshof Norwegens bestätigte das Urteil am 24. Februar 1948 gegen zwei Stimmen und am 16. März 1948 wurde Fehmer in der Festung Akershus in Oslo erschossen.

## Rezeption
Im 2008 erschienenen Film Max Manus tritt er als Antagonist des Titelhelden auf.